# Acanthosaura
Acanthosaura es un género de iguanios de la familia Agamidae. Se distribuyen por zonas montañosas del Sudeste Asiático y del sur de China.

## Especies
Se reconocen las siguientes según The Reptile Database:
- Acanthosaura armata (Gray, 1827)
- Acanthosaura aurantiacrista Trivalairat, Kunya, Chanhome, Sumontha, Vasaruchapong, Chomngam, & Chiangkul, 2020
- Acanthosaura bintangensis Wood, Grismer, Grismer, Ahmad, Onn & Bauer, 2009
- Acanthosaura brachypoda Ananjeva, Orlov, Nguyen & Ryabov, 2011
- Acanthosaura capra Günther, 1861
- Acanthosaura cardamomensis Wood, Grismer, Grismer, Neang, Chav & Holden, 2010
- Acanthosaura coronata Günther, 1861
- Acanthosaura cuongi Ngo, Le, Nguyen, Nguyen, Nguyen, Phan,nNguyen, Ziegler & Do, 2025[2]
- Acanthosaura crucigera Boulenger, 1885
- Acanthosaura lepidogaster (Cuvier, 1829)
- Acanthosaura liui Liu, Hou, Mo, & Rao, 2020
- Acanthosaura murphyi Nguyen, Do, Hoang, Nguyen, McCormack, Nguyen, Orlov, Nguyen, & Nguyen, 2018
- Acanthosaura nataliae Orlov, Truong & Sang, 2006
- Acanthosaura phuketensis Pauwels, Sumontha, Kunya, Nitikul, Samphanthamit, Wood & L. Grismer, 2015
- Acanthosaura titiwangsaensis Wood, Grismer, Grismer, Ahmad, Onn & Bauer, 2009
- Acanthosaura tongbiguanensis Liu & Rao, 2019